# Faulquemont
Faulquemont település Franciaországban, Moselle megyében. Lakosainak száma 5154 fő (2022. január 1.). Faulquemont Adelange, Créhange, Eincheville, Mainvillers, Pontpierre, Thicourt, Tritteling-Redlach és Vahl-lès-Faulquemont községekkel határos.

## Népesség
A település népességének változása:
| Lakosok száma | 5451 | 5873 | 5432 | 5497 | 5439 | 5397 | 5306 | 5154 | 5157 | 5154 |
|               | 1968 | 1982 | 1990 | 2006 | 2013 | 2015 | 2017 | 2019 | 2020 | 2022 |